# Сушёная груша

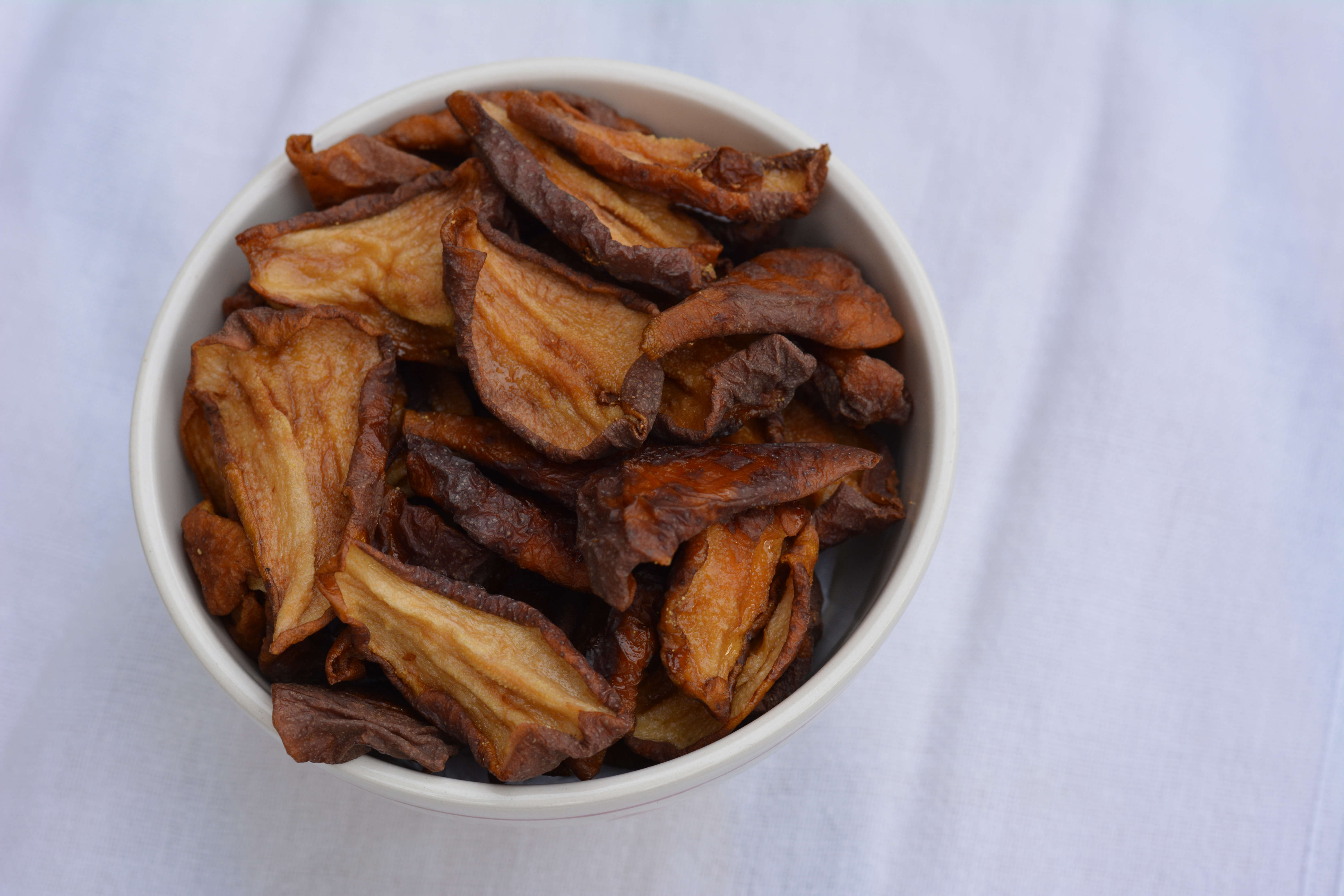
Сушёная груша

Сушёная груша — плоды груши, высушенные на солнце или в искусственных сушилках. Сушёная груша имеет цвет от светло- до тёмно-коричневого, мягкую консистенцию, морщинистую поверхность и сладкий вкус. Сушёная груша используется для приготовления компотов в смеси с другими сухофруктами, а также перерабатывается на фруктовый чай. В СССР производство сушёной груши было сосредоточено в южных районах, а также на Украине и в Поволжье.
На сушку идут хозяйственные сорта, а также плоды дикорастущей груши, малопригодные для использования в сыром виде. Сушёная груша наилучшего качества получается из десертных и столовых сортов груши. Перед сушкой отсортированную по размеру грушу моют, иногда бланшируют или окуривают серой. Крупные плоды сушат разрезанными пополам или на четыре части, без сердцевины (семенной камеры) и иногда без кожицы. Мелкие плоды сушат целиком.